# Comuna de Bobrowo
Bobrowo (polaco: Gmina Bobrowo) é uma gminy (comuna) na Polónia, na voivodia de Cujávia-Pomerânia e no condado de Brodnicki.
De acordo com os censos de 2004, a comuna tem 6243 habitantes, com uma densidade 42,7 hab/km².

## Área
Estende-se por uma área de 146,28 km², incluindo:
- área agrícola: 80%
- área florestal: 8%

## Demografia
Dados de 30 de Junho 2004:
|                      | Total   | Total | Mulheres | Mulheres | Homens  | Homens |
| -------------------- | ------- | ----- | -------- | -------- | ------- | ------ |
|                      | pessoas | %     | pessoas  | %        | pessoas | %      |
| População            | 6243    | 100   | 3084     | 49,4     | 3159    | 50,6   |
| Densidade (pop./km²) | 42,7    | 100   | 21,1     | 21,1     | 21,6    | 21,6   |

De acordo com dados de 2005, o rendimento médio per capita ascendia a 2066,14 zł.

## Subdivisões
- Bobrowo, Brudzawy, Buczek, Budy, Chojno, Czekanowo, Dąbrówka, Drużyny, Grabówiec, Grzybno, Kawki, Kruszyny, Kruszyny Szlacheckie, Małki, Nieżywięć, Tylice, Wądzyn, Wichulec, Wymokłe, Zgniłobłoty.

## Comunas vizinhas
- Brodnica, Brodnica, Dębowa Łąka, Golub-Dobrzyń, Jabłonowo Pomorskie, Książki, Wąpielsk, Zbiczno